# Катастрофа Ан-32 в Кіншасі
Катастрофа Ан-32 в Кіншасі — авіаційна катастрофа, що сталася в понеділок 8 січня 1996 року. Російський вантажний літак Ан-32Б авіакомпанії Moscow Airways здійснював вантажний рейс із Кіншаси до Кахемби, але при розгону по ЗПС не зміг піднятися в повітря, викотився за її межі та врізався в ринок, розташований поруч із ЗПС (фактично в центрі міста). Загинуло 298 осіб (1 в літаку, 297 на землі). Ще 253 особи дістали поранення різного ступеня тяжкості.
На 2020 рік ця катастрофа залишається найбільшою за кількістю жертв на землі (не рахуючи терактів 11 вересня 2001 року).

## Літак
Ан-32Б (реєстраційний номер RA-26222, серійний 23-01) був випущений Київським державним авіаційним заводом «Авіант» 9 лютого 1990 року. Експлуатувався авіакомпаніями «МРП» («Ленінець НПО», в 1990 році) та «Аероліт» (в 1993 році). 18 листопада 1994 року був переданий авіакомпанії Moscow Airways. Оснащений двома турбогвинтовими двигунами АІ-20 ЗМКБ «Прогрес» імені А. Г. Івченка.

## Катастрофа
Рано вранці 8 січня 1996 року повністю заправлений Ан-32Б борт RA-26222 мав виконати вантажний рейс — доставити продовольчі товари з Кіншаси до Кахемби. Літак виконував польоти за договором лізингу з заїрською авіакомпанією African Air. Екіпаж складався з командира Миколи Казаріна, другого пілота Андрія Гуськова, штурмана Андрія Коковіхіна і бортінженера Андрія Бєляєва. Крім того, до складу екіпажу входили резервний штурман Сергій Гладких (громадянин України) і громадянин Заїру, який супроводжував рейс.
О 11:40 WAT Ан-32Б почав розбіг по ЗПС аеропорту «Н'Доло». Смуга була суха. Закрилки літака були випущені на 25°. На 28-й секунді від початку розбігу, при швидкості 130 км/год, кермо висоти було відхилене до 20° і залишалося в цьому положенні до кінця польоту. На 32-й секунді кут тангажу збільшився на 3,5°, але літак продовжив розбіг у триточковому положенні, розвантаживши переднє колесо. На 39-й секунді швидкість досягла 194 км/год, що відповідало швидкості підйому носового колеса при заявленій злітній масі літака 26 тонн. На 42-й секунді швидкість досягла швидкості відриву 204 км/год, але відриву носового колеса не відбулося і літак продовжив рух усіма шасі по ЗПС.
На 47-й секунді екіпаж спробував припинити зліт прибиранням руд, а через 3 секунди зняттям повітряних гвинтів з упору. Дії екіпажу з припинення зльоту не запобігли викочуванню літака за межі ЗПС і аеропорту. Сліди гальмування на ЗПС були відсутні. Реверс двигунів екіпаж увімкнув занадто пізно. На великій швидкості лайнер викотився за межі ЗПС, ударився об бруствер дренажної бетонної канави, виїхав на територію ринку, розташованого поблизу, промчав по торгових рядах близько 240 метрів і загорівся від зіткнення з ринковими будівлями. Очевидці катастрофи стверджували, що при спробі здійснити зліт у літака не піднялася носова частина.
Внаслідок катастрофи загинув бортінженер, решта 5 членів екіпажу зазнали травм і евакуювалися з літака. Розправи розлюченого натовпу над екіпажем вдалося уникнути завдяки діям поліції. Катастрофа забрала життя 297 осіб на землі, переважно жінок і дітей, ще 253 дістали поранення. Постраждалих доправили в лікарні Кіншаси, які незабаром виявилися переповненими. Тіла загиблих були настільки понівечені, що вдалося ідентифікувати особи лише 66 людей. Невідомі жертви були поховані в братській могилі.

## Причини
Ан-32Б належав авіакомпанії «Московські повітряні лінії», заснованій у 1993 році після того, як материнське підприємство «Шереметьєво-2» розпалося на кілька юридично незалежних підрозділів. Через деякий час компанії об'єдналися, проте підприємство «Московські повітряні лінії» зуміло зберегти незалежність, встигнувши до того часу акціонуватися. Польоти лайнерів авіакомпанії виконувалися зі значними порушеннями, що призвело до заборони діяльності компанії 4 січня 1996 року комісією Московського регіонального управління повітряним транспортом через неякісне техобслуговування повітряних суден. Однак компанія незаконно продовжувала свою діяльність аж до катастрофи в Кіншасі. 26 лютого 1996 року московська транспортна прокуратура порушила кримінальну справу за статтею 85 КК РРФСР «Порушення правил безпеки руху та експлуатації транспорту». Представники авіакомпанії заявили, що на момент катастрофи літак був технічно справний.
10 січня 1996 року з метою розслідування причин катастрофи в Кіншасу вирушили фахівці Міждержавного авіаційного комітету (МАК) і ДВТ Міністерства транспорту Росії. Точні причини й обставини катастрофи з'ясувати не вдалося, оскільки влада Заїру не надала необхідної інформації про подію представникам слідчої комісії. Влада Заїру відправила бортовий магнітофон МС-61 і параметричний самописець для розшифровки в Канаду.